# Comté d'Irlande
Pour les articles homonymes, voir Comté administratif.
Pour un article plus général, voir Histoire de l'organisation territoriale de l'Irlande.
En Irlande, un comté (en anglais : county ; en irlandais : contae ; en scots d'Ulster : coontie) est une subdivision administrative. Il existe trente-deux comtés traditionnels répartis en quatre provinces : Ulster, Connacht, Munster et Leinster. Vingt-six comtés appartiennent à l'État d'Irlande indépendant, tandis que les six autres, situés en Ulster, forment l'Irlande du Nord, nation constitutive du Royaume-Uni.

## Terminologie
Le terme « comté » peut désigner plusieurs choses. Généralement, il désigne les trente-deux comtés d'avant 1838, les « comtés traditionnels ». Toutefois, il peut aussi désigner dans le cadre de l'État d'Irlande les vingt-huit comtés modernes (les vingt-six comtés traditionnels formant le pays, où l'un d'eux, celui de Dublin, est aujourd'hui divisé en trois comtés plus la ville de Dublin à part, portant le total à 28 comtés et une ville pour la république d'Irlande). Le terme peut aussi faire référence aux territoires correspondant aux 31 gouvernements locaux d'Irlande (UAL1).
En Irlande, l'usage est de placer le mot County avant le nom du comté (par exemple County Antrim et non Antrim County). Il existe deux exceptions, King's County et Queen's County, devenus respectivement les comtés d'Offaly et de Laois. L'abréviation utilisée est Co. (exemple : Co. Antrim). Une autre exception concerne les comtés issus de la partition du comté de Dublin en 1994 : l'usage de Fingal est par exemple beaucoup plus courant que County Fingal ou Fingal County. Il n'y a pas de règle officielle, et même le conseil local utilise les trois formes. Dans un usage informel, le terme county est parfois omis lorsqu'il n'y a pas d'ambiguïté (par exemple, le comté d'Offaly est désigné parfois par Offaly, mais le comté d'Antrim est presque toujours désigné par County Antrim pour le distinguer de la ville d'Antrim).

## Histoire
L'organisation de l'île en comtés remonte à l'occupation de l'Irlande par les Normands, vers le XIIe siècle. Leur nombre, trente-deux, et leurs limites ont été officialisés par le gouvernement britannique au XIXe siècle pour gérer l'administration locale. Lors de la partition de l'Irlande en 1921, l'Irlande du Sud, futur État d'Irlande, se compose de vingt-six comtés, et l'Irlande du Nord de six des neuf comtés d'Ulster.

## Usage actuel

### République d'Irlande
En Irlande, il y a aujourd'hui vingt-huit « comtés administratifs », car depuis 1994 un des vingt-six comtés originels, le comté de Dublin, est divisé en trois comtés (Dublin-Sud, Fingal et Dún Laoghaire-Rathdown), qui n'incluent pas la ville de Dublin.
De 1898 à 2014, le comté de Tipperary était divisé en deux administrations (Tipperary-Nord et Tipperary-Sud), aujourd'hui réunies.
Les villes de Cork, Dublin, Galway, Kilkenny, Limerick et Waterford ont le statut de cité (en) (City). Elles constituent une division administrative distincte de leur comté (À l'exception de Kilkenny). Cork, Dublin et Galway ont un conseil spécifique (City council), tandis que Limerick et Waterford sont gérées par un conseil de ville et de comté (City and county council).

### Irlande du Nord
En Irlande du Nord, les six comtés furent remplacés en 1973 par vingt-six conseils locaux ou districts, au nombre de onze depuis la réforme du gouvernement local en 2015.

### Autres usages
Les trente-deux comtés d'origine sont toujours couramment utilisés par les organisations sportives, notamment l'Association athlétique gaélique (GAA).

## Liste
| Héraldique | Comté | Nom irlandais                                                    | Nom en scots d'Ulster | Superficie (km2) | Population (2011) | Densité (hab./km2) | Chef-lieu                                                                           | Ville principale                                                                    | Province | Carte |
| ---------- | --- | ---------------------------------------------------------------- | --------------------- | ---------------- | ----------------- | ------------------ | ----------------------------------------------------------------------------------- | ----------------------------------------------------------------------------------- | -------- | ----- |
|            | Antrim | Aontroim Co. Aontroma (« Ferme solitaire »)                      | Anthrim Antrìm Entrim | 3 046            | 618 108           | 202,9              | Ballymena                                                                           | Belfast                                                                             | Ulster   |       |
|            | Armagh | Ard Mhacha Co. Ard Mhacha (« Hauts de Macha »)                   | Airmagh               | 1 326            | 174 792           | 131,8              | Armagh                                                                              | Craigavon                                                                           | Ulster   |       |
|            | Carlow | Ceatharlach Co. Cheatharlaigh (« Quatre Lacs »)                  |                       | 896              | 54 612            | 61,0               | Carlow                                                                              | Carlow                                                                              | Leinster |       |
|            | Cavan | An Cabhán Co. an Chabháin (« Le creux »)                         |                       | 1 931            | 73 183            | 37,9               | Cavan                                                                               | Cavan                                                                               | Ulster   |       |
|            | Clare | An Clár Co. an Chláir (« Terre plane »)                          |                       | 3 147            | 117 196           | 37,2               | Ennis                                                                               | Ennis                                                                               | Munster  |       |
|            | Cork | Corcaigh Co. Chorcaí (« Marais »)                                | Coark                 | 7 499            | 542 868           | 72,4               | Cork                                                                                | Cork                                                                                | Munster  |       |
|            | Donegal | Dún na nGall Co. Dhún na nGall (« Fort des étrangers »)          | Dinnygal Dunnygal     | 4 841            | 159 192           | 32,9               | Lifford                                                                             | Letterkenny                                                                         | Ulster   |       |
|            | Down | An Dún Co. an Dúin (« le Fort »)                                 | Doon Doun             | 2 448            | 531 665           | 217,2              | Downpatrick                                                                         | Belfast                                                                             | Ulster   |       |
|            | Dublin - subdivisé depuis 1994 en : - Dún Laoghaire-Rathdown - Dún Laoghaire-Ráth an Dúin - Fingal - Fine Gall (« Tribu étrangère ») - Dublin Sud - Baile Átha Cliath Theas | Áth Cliath Co. Átha Cliath (« Ville du gué »)                    |                       | 921              | 1 270 603         | 1 379,6            | Dublin Dún Laoghaire (Dún Laoghaire-Rathdown) Swords (Fingal) Tallaght (Dublin Sud) | Dublin Dún Laoghaire (Dún Laoghaire-Rathdown) Swords (Fingal) Tallaght (Dublin Sud) | Leinster |       |
|            | Fermanagh | Fear Manach Co. Fhear Manach (« Monachéens »)                    | Fermanay              | 1 851            | 61 170            | 33,0               | Enniskillen                                                                         | Enniskillen                                                                         | Ulster   |       |
|            | Galway | Gaillimh Co. na Gaillimhe (d'après Gailleamh)                    |                       | 6 148            | 250 541           | 40,8               | Galway                                                                              | Galway                                                                              | Connacht |       |
|            | Kerry | Ciarraí Co. Chiarraí (d'après Ciar)                              |                       | 4 746            | 145 502           | 30,7               | Tralee                                                                              | Tralee                                                                              | Munster  |       |
|            | Kildare | Cill Dara Co. Chill Dara (« Église au chêne »)                   |                       | 1 693            | 210 312           | 124,2              | Naas                                                                                | Newbridge                                                                           | Leinster |       |
|            | Kilkenny | Cill Chainnigh Co. Chill Chainnigh (« Église de Canice »)        |                       | 2 072            | 95 419            | 46,1               | Kilkenny                                                                            | Kilkenny                                                                            | Leinster |       |
|            | Laois | Laois Co. Laoise (« Église »)                                    |                       | 1 719            | 80 559            | 46,9               | Portlaoise                                                                          | Portlaoise                                                                          | Leinster |       |
|            | Leitrim | Liatroim Co. Liatroma (« Monts gris »)                           |                       | 1 588            | 31 798            | 20,0               | Carrick-on-Shannon                                                                  | Carrick-on-Shannon                                                                  | Connacht |       |
|            | Limerick | Luimneach Co. Luimnigh (« Le désert »)                           | Lïmerick              | 2 755            | 191 809           | 69,6               | Limerick                                                                            | Limerick                                                                            | Munster  |       |
|            | Londonderry/Derry | Doire Co. Dhoire (« Châtaignier »)                               | Lunnonderrie          | 2 074            | 247 132           | 119,2              | Coleraine                                                                           | Londonderry/Derry                                                                   | Ulster   |       |
|            | Longford | Longfort Co. Longfoirt (« Forteresse »)                          | Langfurd              | 1 091            | 39 000            | 35,7               | Longford                                                                            | Longford                                                                            | Leinster |       |
|            | Louth | Lú Co. Lú (« Minuscule »)                                        |                       | 826              | 122 897           | 148,8              | Dundalk                                                                             | Drogheda                                                                            | Leinster |       |
|            | Mayo | Maigh Eo Co. Mhaigh Eo (« Plaine des ifs »)                      |                       | 5 586            | 130 638           | 23,4               | Castlebar                                                                           | Castlebar                                                                           | Connacht |       |
|            | Meath | An Mhí Co. na Mí (« Milieu »)                                    |                       | 2 342            | 184 135           | 78,6               | Navan                                                                               | Navan                                                                               | Leinster |       |
|            | Monaghan | Muineachán Co. Mhuineacháin (« Chez Thickets »)                  | Ronelann              | 1 294            | 60 483            | 46,7               | Monaghan                                                                            | Monaghan                                                                            | Ulster   |       |
|            | Offaly | Uibh Fhailí Co. Uibh Fhailí (« Descendants de Ros des anneaux ») |                       | 2 000            | 76 687            | 38,3               | Tullamore                                                                           | Tullamore                                                                           | Leinster |       |
|            | Roscommon | Ros Comáin Co. Ros Comáin (« Bois de Corman »)                   |                       | 2 547            | 64 065            | 25,2               | Roscommon                                                                           | Roscommon                                                                           | Connacht |       |
|            | Sligo | Sligeach Co. Shligigh (« Rivière aux coquilles »)                |                       | 1 836            | 65 393            | 35,6               | Sligo                                                                               | Sligo                                                                               | Connacht |       |
|            | Tipperary | Tiobraid Árainn Co. Thiobraid Árainn (« Au puits d'Ara »)        |                       | 4 303            | 158 652           | 36,9               | Nenagh                                                                              | Clonmel                                                                             | Munster  |       |
|            | Tyrone | Tír Eoghain Co. Thír Eoghain (« Chez Eoghan »)                   | Owenslann             | 3 263            | 177 986           | 54,5               | Omagh                                                                               | Omagh                                                                               | Ulster   |       |
|            | Waterford | Port Láirge Co. Phort Láirge                                     | Wattèrford            | 1 857            | 113 795           | 61,3               | Waterford                                                                           | Waterford                                                                           | Munster  |       |
|            | Westmeath | An Iarmhí Co. na hIarmhí (partie occidentale du Meath)           |                       | 1 764            | 86 164            | 48,8               | Mullingar                                                                           | Athlone                                                                             | Leinster |       |
|            | Wexford | Loch Garman Co. Loch Garman                                      |                       | 2 352            | 145 320           | 61,8               | Wexford                                                                             | Wexford                                                                             | Leinster |       |
|            | Wicklow | Cill Mhantáin Co. Chill Mhantáin (« Église de Mantan »)          |                       | 2 024            | 136 448           | 67,4               | Wicklow                                                                             | Bray                                                                                | Leinster |       |

- Comté appartenant à l'Irlande du Nord